# Coelioxys tilcarae
Coelioxys tilcarae är en biart som beskrevs av Holmberg 1916. Coelioxys tilcarae ingår i släktet kägelbin, och familjen buksamlarbin. Inga underarter finns listade i Catalogue of Life.